# Ingeniería de redes y comunicaciones
La ingeniería de redes y comunicaciones, también denominada ingeniería en conectividad y redes o administración de redes, es el campo de la ingeniería que se basa en el uso de computadoras para almacenar, recuperar, transmitir y manipular datos  o información además enfatiza el papel de las comunicaciones unificadas así como el software necesario , middleware y almacenamiento que permiten a los usuarios acceder, almacenar, transmitir y manipular información.Cubre cualquier producto que almacene, recupere, manipule, transmita o reciba información electrónicamente en forma digital (por ejemplo, computadoras personales, televisión digital, correo electrónico o robots). 
Tiene como objetivo principal planificar, diseñar, implementar y evaluar redes de comunicación que soporten las necesidades de cualquier organización y de usar las tecnologías modernas de sistemas operativos virtualizados, servicios en la nube y programabilidad en las redes que complementan las soluciones de conectividad actuales.

## Conocimientos
Modelo OSI, Enrutamiento, Servicio De Directorio, Telnet, RFC, TCP/IP, UDP, MPLS, Cableado Estructurado, Router, Switch, Firewall, ACL, VPN, VLAN, VoIP, Radiofrecuencia (RF), FO, FDDI, UTP, FTP, SSH, DNS, DHCP, Frame Relay, PPP, HDLC, ATM, SONET, RIP, OSPFv3, RIPng, IGRP, EIGRP, Fibra Óptica, OM1, OM2, OM3, OS1, OS2, Ethernet, Frame Relay, 802.11, 802.3, 802.5, 802.1X, NTP, RADIUS, MD5, SHA, DH, AES, EAP, TKIP, HTTPS, STP, PVST, SNMP, SMTP, IMAP, IMAPs, POSIX, SSH, POP3, DHCP, Kerberos, SOA, DNS, FTP, , Sniffers, Analizadores de Protocolos, IOS, NIDS, NIPS, Apple Talk, IPX/SPX, Tecnologías Inalámbricas, Wimax, Wifi, WEP, WPA, WPA2, NFS, SAN, NAS, Metro Ethernet, CHAP, PAP, PPPoE, PPPoA, CSMA/CD, CSMA/CA, token ring, TIA/EIA/568, LLC, MAC, ARP, MITM, PROXY, HSRP, VRRP, CARP, FOS, 3DES, SEAL, DES, CIP, ISDN, RDSI, xDSL, DOCSIS, IPsec, TTL, BERT, TACACS+, Enrutamiento Dinámico, Equilibrado de carga, Métrica, IS-IS, BGP, ARPANET, NAT, RARP, PXE, iPXE, Conectorizacion, Muto, NIC, Domain Controllers, ICMP, SCCP, MULTICAST, UNICAST, GEOCAST, ANYCAST, BROADCAST, DAEMON, NOR, NAND, SUBNET, IPv4, IPv6, EtherChanneL, Wol, pAgP, PAP, Appliance, VOIP, Central Office, MDF, Ephones, APIPA, Loopback, Ingeniería de Enlaces, Traffic engineering, DSLAM, IPDSLAM, PON, GPON, Banda Base, Banda Ancha, Dispersión, Ancho De Banda, QoS, Longitud De Onda, WDM, Time Rise, Down Time, AIMD, TDM, CDM, FDM, WDM, Certificación de Enlaces por niveles, OTDR, Criptografía, Esteganografía.

## Funciones
- El Ingeniero en Redes y Comunicaciones es un profesional capaz de diseñar, configurar, implementar y administrar redes de comunicación, sean del tipo LAN (Local Area Network), MAN, WAN, WLAN, WPAN (Personal Area Network) o SAN (Storage Area Network).
- Gestionar y operar redes convergentes, seguras y con alta disponibilidad para mantener las comunicaciones en las organizaciones.

- Ingeniería aplicada a la detección de problemas de red o Troubleshooting
- Administra y configura sistemas IDS y NIDS para detección de intrusos, monitorea las redes utilizando protocolo SNMP con software como PRTG,  OpenView Network Node Manager (OVNNM) de HP, Nagios o Zenoss, las escanea y/o utiliza un sniffer (Wireshark, tcpdump) para detectar equipos y comunicaciones, con esto optimiza el tiempo de DownTime en la red.
- Supervisan y aplican exitosamente sus conocimientos en tecnologías, desempeñándose con éxito en empresas industriales, de consumo y de servicios, supervisando, desarrollando, implementando y mejorando procesos productivos y su gestión.
- Liderar equipos de técnicos para mantener la continuidad de la operación de los servicios de TI en una organización.
- Administración remota (VNC) y virtualización de entornos de trabajo, implementación de sistemas georeferenciados (SIG), sistemas satelitales con utilización de GPS. Administración y configuración de redes GSM, TDMA, CDMA, WCDMA, para sistemas móviles.
- Gestionar proyectos de comunicaciones para el despliegue de servicios on-premise, off-premise e híbridos de acuerdo con estándares internacionales.
- Diseñar y operar la infraestructura de redes en centros de datos de acuerdo con normas internacionales.

## Certificaciones
Empresas del área de las tecnologías de la información tales como Cisco, Microsoft, 3Com, Oracle, IBM, Juniper Networks y Sun Microsystems son referentes para la realización de soluciones TI.

Cisco Systems

Las certificaciones avaladas por la industria y que otorgan un estatus de calidad mundial., entre las que se destacan:
- CCNA (en inglés) Cisco Certified Network Associate y CCNP – Cisco Certified Network Professional de Cisco Systems
- COMPTIA N+, COMPTIA A+, Server+. MCP, MCSA y MCSE de Microsoft
- CISSP, SCJP, Oracle DBA, 3Com Networking Technician RHCE de Linux
- SCSA,  SCNA de Sun
- JNCIA , JunOS de Juniper Networks
- Entre otras

## Ingeniero de redes
- También conocidos como arquitectos de redes informáticas , los ingenieros de redes trabajan con la red informática de una empresa y utilizan la tecnología de la información para crear sistemas de red. Estas redes de datos pueden incluir redes de área local (LAN), redes de área amplia (WAN), intranets y extranets.
- Los ingenieros de redes son responsables de implementar, mantener, apoyar, desarrollar y, en algunos casos, diseñar redes de comunicación dentro de una organización o entre organizaciones.

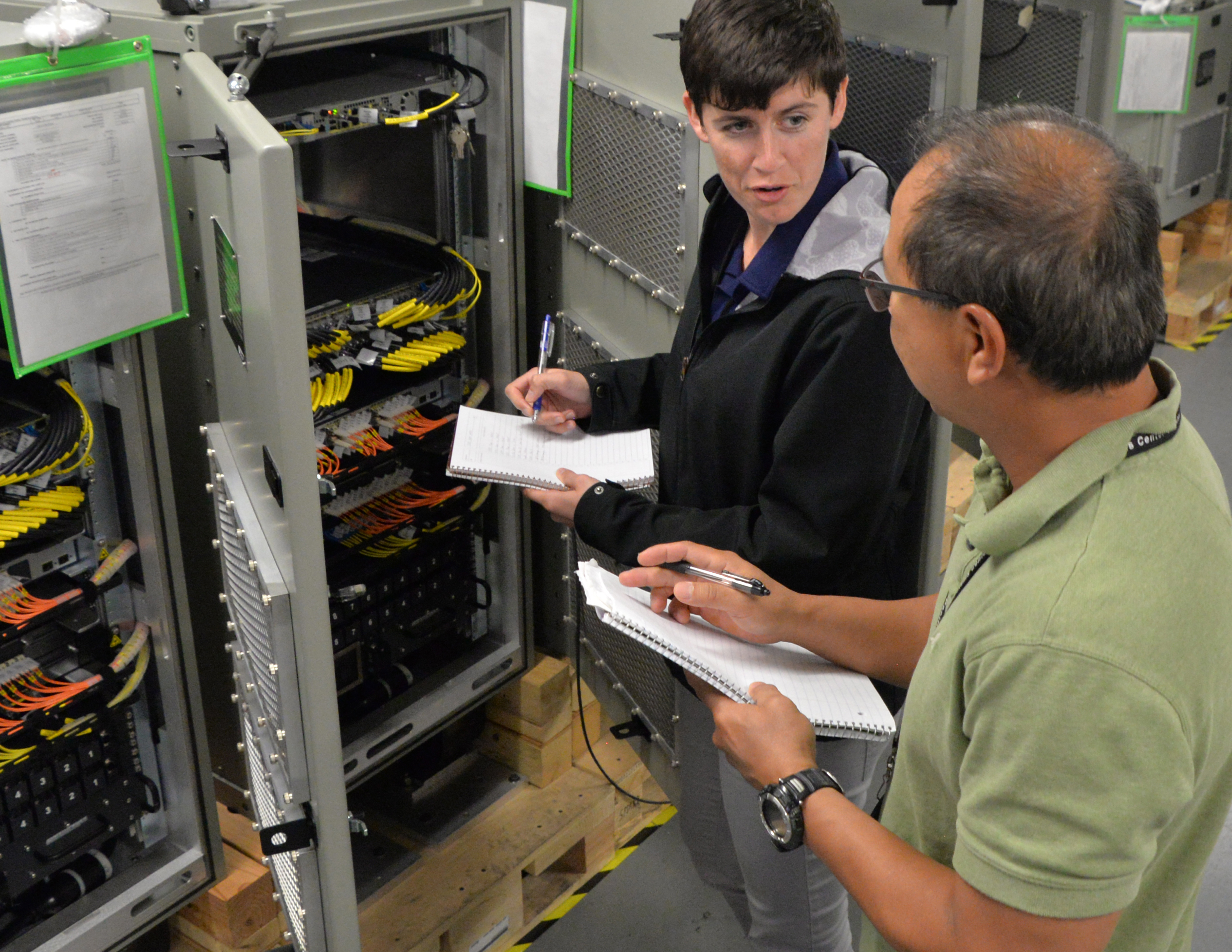
Planificacion de arquitecturas de redes

- Planificacion de arquitecturas de redesLos ingenieros de redes pueden trabajar internamente como parte del equipo de soporte de TI de una organización, o externamente como parte de una empresa de consultoría de redes de TI subcontratada que trabaja con varios clientes.
- Elaborar un plan y diseño para una red de comunicación de datos
- Decidir qué enrutadores, adaptadores, controladores de red, etc.
- Idear cómo se distribuirán los cables y dónde irá el resto del hardware
- Su objetivo es garantizar la integridad de la infraestructura de red de alta disponibilidad para proporcionar el máximo rendimiento a sus usuarios. Los usuarios pueden ser personal, clientes, clientes y proveedores.Dependiendo del entorno y tipo sistema los ingenieros de redes  pueden desempeñarse como:

-Ingeniero de redes empresariales.
-Ingeniero de redes industriales(Convergencia TI -TO).
-Ingeniero de redes VoIP.
-Ingeniero de redes IPTV.
-Ingeniero de redes definidas por software.
-Ingeniero de redes de sensores.
-Ingeniero de seguridad electrónica sobre IP.

## Ingeniero de centro de datos
- Proporcionar estructura de red WAN / LAN, ejecución, consultoría y liderazgo para la infraestructura de datos y comunicaciones congregadas utilizando equipos CISCO.
- Supervise la infraestructura de la red de datos en busca de una funcionalidad legítima para lograr actividades comerciales consistentes mientras recuerda la satisfacción del cliente y la coherencia normativa.

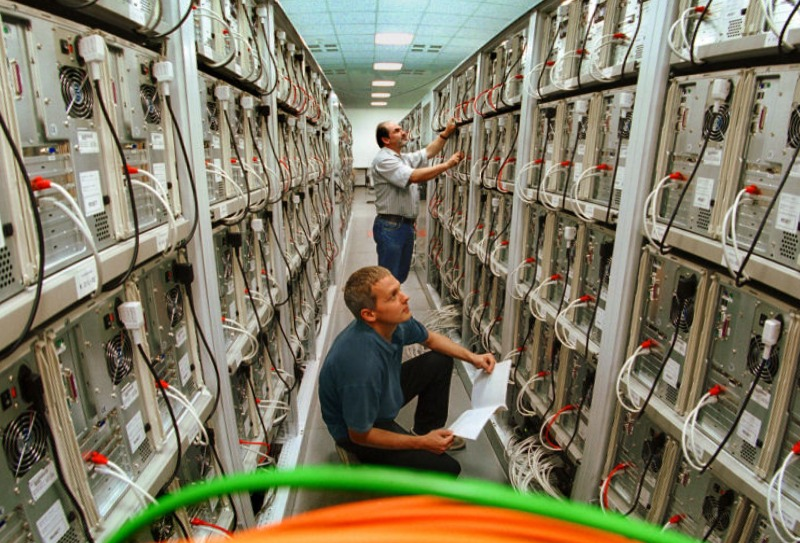
Centro de datos

- Centro de datosPlanificación e implementación de diseños para sistemas complejos y multifuncionales y liderar auditorías de diseño técnico de diferentes proyectos de infraestructura y funcionar como un recurso técnico de nivel significativo.
- Acumular, unir y analizar las necesidades comerciales y técnicas de los constituyentes básicos. Sugerir estructuras y soluciones de diseño tecnológico adecuadas que se alineen con los prerrequisitos comerciales, el procedimiento técnico de la organización y que brinden la solución más competente y financieramente inteligente.
- Dirigir y supervisar la entrega de sistemas de red especializados junto con el examen de los requisitos, las recomendaciones internas y la selección de herramientas con la implementación adecuada según las reglas de los socios.
- Evaluar y ejecutar diseños para arquitecturas WAN / LAN, administrar análisis de tráfico de red, transmisión de datos y asesorar cambios en el diseño de red de acuerdo con la rentabilidad.
- Ejecutar pruebas de activación del circuito y entregarlo al equipo de operaciones para su aceptación.
- Supervisar de forma productiva la gestión de riesgos y los protocolos de mantenimiento programado.

## Ingeniero NOC

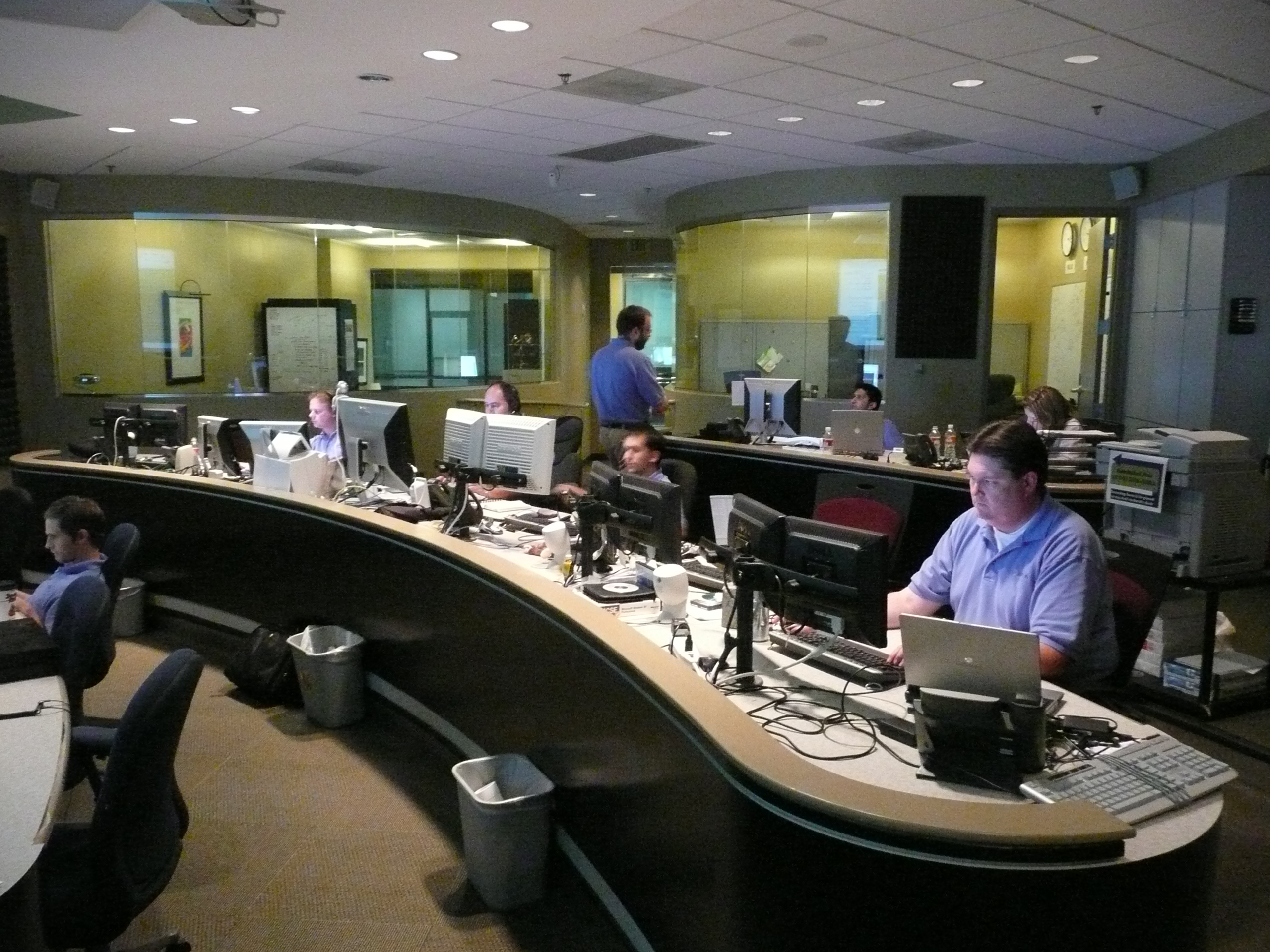
Centro de operaciones de red

- Centro de operaciones de redOperar, monitorear y solucionar problemas de sistemas de redes informáticas
- Brindar soporte de ingeniería para problemas relacionados con la infraestructura de red.
- Configuración, implementación y soporte de todos los componentes de la red
- Asegurar el correcto funcionamiento de los equipos informáticos (resolución de problemas y soporte de diagnóstico)
- Gestionar y administrar aplicaciones a lo largo del ciclo de vida.
- Monitoreo de sistemas de línea e instalaciones digitales
- Gestionar los proveedores de tecnología que implementan las soluciones.
- Gestión, finalización, verificación y restauración de copias de seguridad
- Realizar la gestión de acceso
- Gestionar la disponibilidad y capacidad de la plataforma.
- Recibir averías, analizarlas y consecuentemente clasificarlas según la relevancia operativa y del cliente.
- Gestión de solicitudes, problemas, incidencias y entornos de datos
- Escribir y mantener documentación técnica para el entorno de red.

## Ingeniero de seguridad informática
- Diseñar, implementar y monitorear medidas de seguridad para la protección de sistemas informáticos, redes e información.

Seguridad informática

- Identificar y definir los requisitos de seguridad del sistema.
- Diseñar arquitectura de seguridad informática y desarrollar seguridad cibernética
- Desarrollar scripts de seguimiento para registrar las vulnerabilidades del sistema.
- Modificar los sistemas regulatorios dentro de la seguridad de TI
- Crear y mantener políticas de seguridad.
- Redacte informes completos que incluyan hallazgos, resultados y propuestas basados en evaluaciones para una mayor mejora de la seguridad del sistema.
- Desarrollar soluciones técnicas y nuevas herramientas de seguridad para ayudar a mitigar las vulnerabilidades de seguridad y automatizar las tareas repetibles.
- Asegúrese de que la empresa sepa todo lo posible, lo antes posible, sobre los incidentes de seguridad.
- Creación de programas basados en la nube, incluida la implementación de la gestión de identidades y accesos y la configuración segura de entornos en la nube.
- Proporcionar recomendaciones de seguridad sobre el diseño de servicios y el desarrollo y codificación de aplicaciones.
- Gestión de criptografía y cifrado de datos en la nube.
- Registro, seguimiento y respuesta a incidentes detectados en el entorno de la nube.
- Servir como la voz del cliente para los equipos de desarrollo en la implementación de nuevas funciones o la resolución de problemas de seguridad.

## Administrador de redes

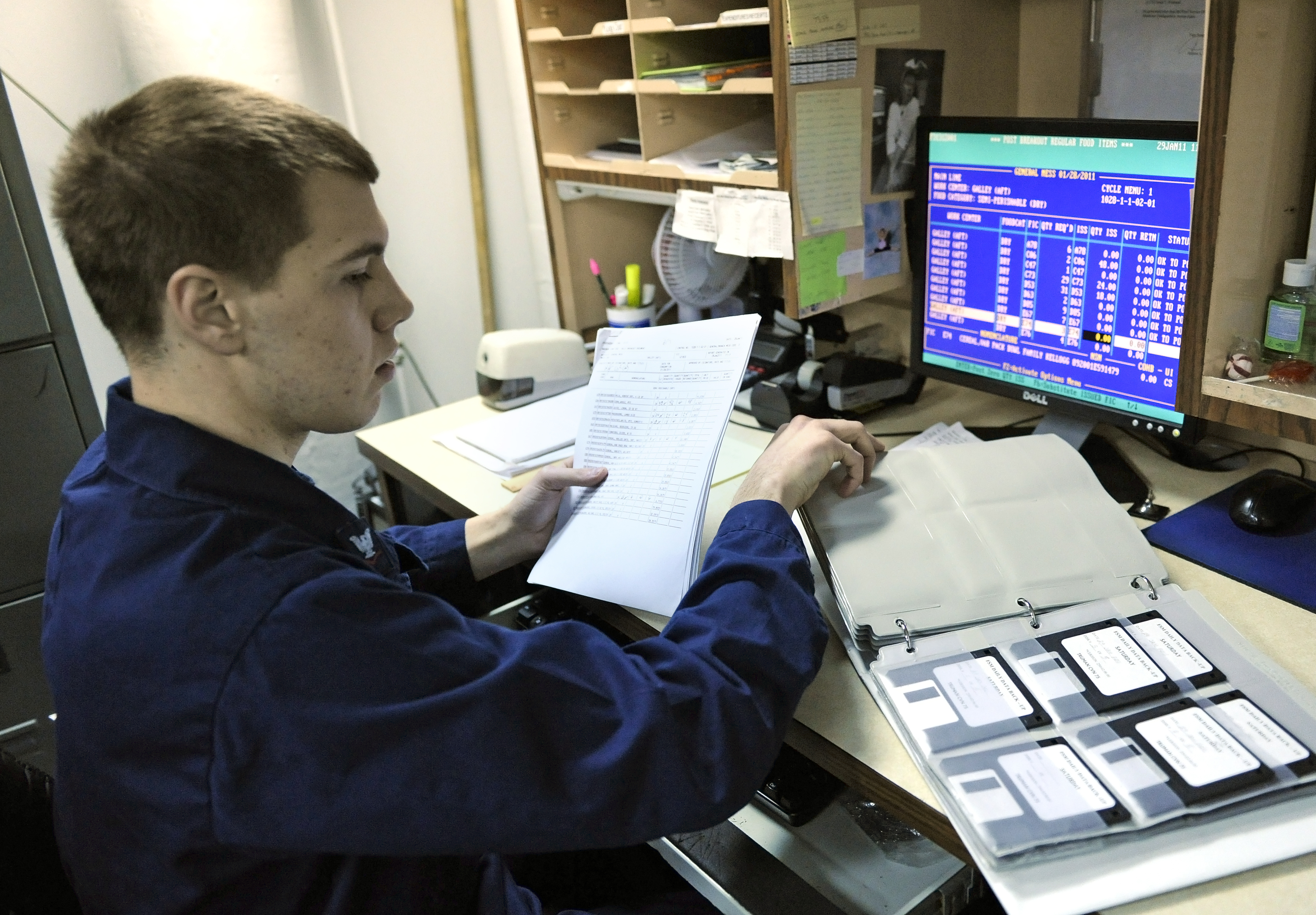
Administración de usuarios, programas y documentación.

- Admite redes LAN, WAN, segmentos de red, Internet e intranet.
- Mantenga la eficiencia del sistema.
- Asegúrese de que el diseño del sistema permita que todos los componentes funcionen correctamente juntos.
- Mantenga la seguridad de la red y del sistema.
- Mantenga la integridad de la red, la implementación del servidor y la seguridad.
- Identificar las necesidades de los usuarios.
- Asegúrese de que la conectividad de la red en toda la infraestructura LAN / WAN de una empresa esté a la par con las consideraciones técnicas.
- Mantenga servidores de red como servidores de archivos, puertas de enlace VPN, sistemas de detección de intrusos.
- Administre servidores, computadoras de escritorio, impresoras, enrutadores, conmutadores, firewalls, teléfonos, asistentes digitales personales, teléfonos inteligentes, implementación de software, actualizaciones de seguridad y parches.Construir / crear imágenes / administrar / actualizar / mantener / reparar servidores (también relacionada con la administración de la configuración)

## Ingeniero de soporte técnico informático
- Atender las consultas de apoyo de los clientes
- Administración de software y herramientas de asistencia técnicaMantenimiento de computadores

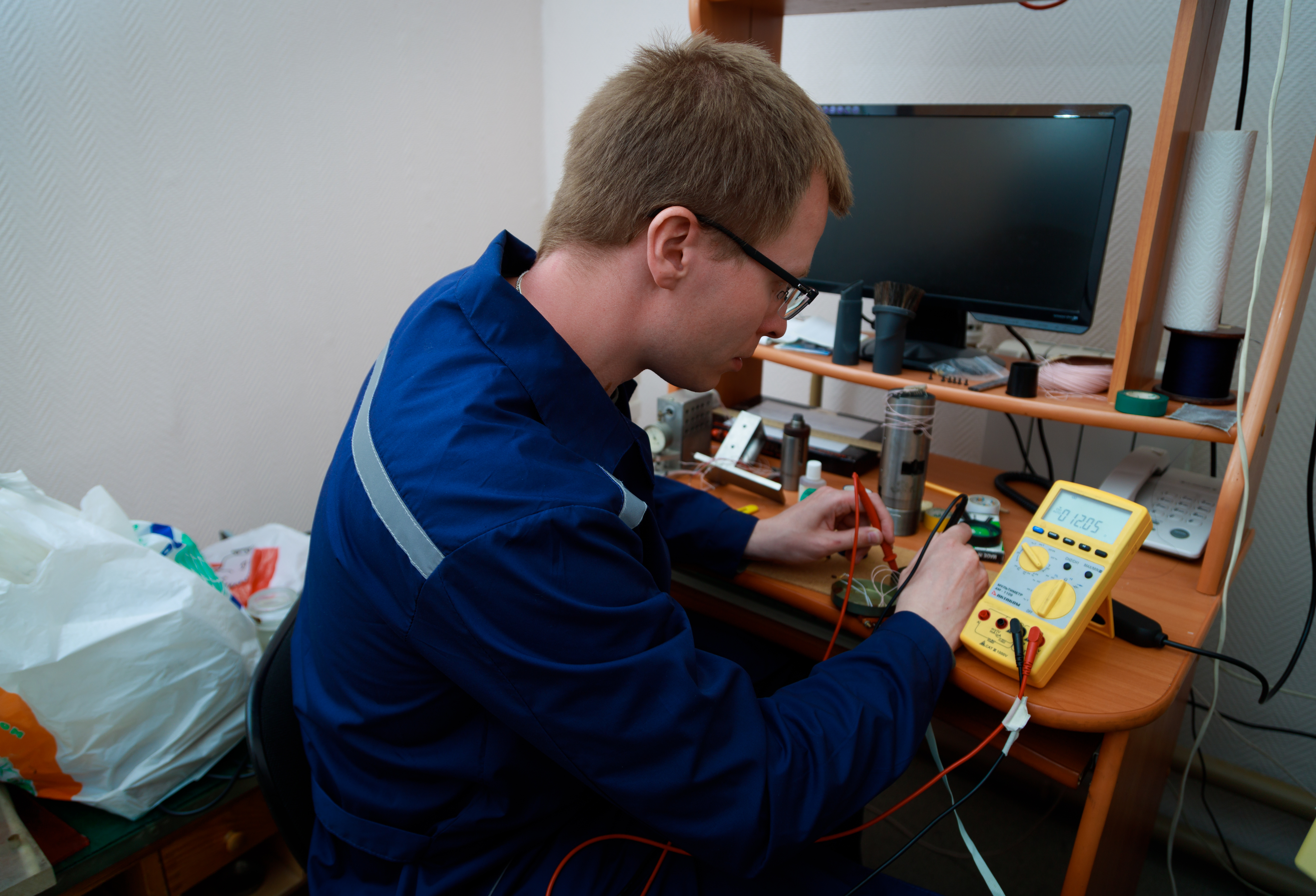
Mantenimiento de computadores

- Delegar las consultas al canal de apoyo apropiado
- Diagnóstico y solución de problemas de los clientes
- Estar al día en los productos y servicios de la empresa
- Configurar circuitos eléctricos, equipos de networking y sistemas operativos de red.
- Ensamblar, configurar e interconectar equipos de cómputo aplicando las normas y especificaciones técnicas
- Instalación de equipos
- Hacerle mantenimiento a los equipos de cómputo
- Configurar sistemas operativos y usar conexiones de escritorio remotas para ofrecer una asistencia inmediata
- Configura y da mantenimiento a las partes físicas y lógicas de equipos de cómputo.
- Da soporte a sistemas operativos libres, asegurando el correcto funcionamiento y rendimiento del mismo
- Realiza el montaje y desmontaje de equipos computacionales,

## Ingeniero Cloud

Computacion en la nube

- Conocimiento de conceptos de redes (por ejemplo, DNS, TCP / IP y firewalls)
- Crear proyectos de automatización de operaciones.
- Configurar el servicio de alojamiento y networking
- Experiencia en sistemas de seguimiento y auditoría
- Capacidad para traducir requisitos arquitectónicos
- Capacidad para implementar, administrar y operar sistemas escalables, de alta disponibilidad y tolerantes a fallas
- Gestión de incidencias
- Capacidad para estimar los costos de uso e identificar los mecanismos de control de costos operativos
- Capacidad para migrar la carga de trabajo local a los proveedores de servicios
- Conocer el lenguaje de los negocios y el conocimiento del dominio.
- Comprender la arquitectura conceptual, lógica y física.
- Dominar diversas tecnologías, marcos y plataformas en la nube
- Implementar las soluciones para la calidad de los servicios en la nube, por ejemplo, HA, DR, escalado, rendimiento.
- Trabajar en la seguridad en múltiples niveles
- Desarrolle aplicaciones para una implementación, aprovisionamiento y administración flexibles
- Aproveche los paquetes y productos de código abierto
- Aplicar principios ágiles y esbeltos en el diseño y la construcción.

## Ingeniero IoT

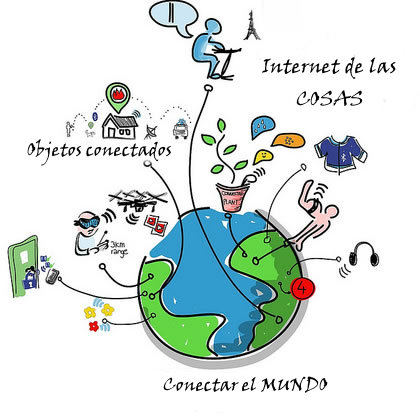
Internet de las cosas

- Creación y desarrollo de dispositivos, sensores y software.
- Investigar, crear, probar y documentar soluciones de IoT
- Funciones de diseño, codificación y prueba de dispositivos IoT
- Soluciones a problemas relacionados con la conexión de redes y plataformas
- Desarrollar software que monitorea y ejecuta procesos.
- Diseñar soluciones de plataforma que sean compatibles con la nube y funcionen con aplicaciones de IoT.
- Desarrollar software que permita que los dispositivos de IoT funcionen y se conecten a otros dispositivos.

- Comprensión profunda de seguridad de la red.
- Conocimiento de sensores.
- Conocimientos de circuitos electrónicos, microcontroladores, procesadores y actuadores.
- Experiencia trabajando con sistemas front-end y back-end
- Experiencia con firmware y hardware
- Protocolos de conectividad y comunicación como  Bluetooth, Ethernet, Wifi, RF(Lora, RFID), Zigbee, HTTP, XMPP, MQTT
- Conocimiento experto del sistema operativo Linux
- Dominio de múltiples lenguajes de programación como Embedded-C, Embedded C ++, JavaScript y Python
- Familiaridad con Big Data y algoritmos de aprendizaje automático.
- Comprensión de la arquitectura IoT.
- Conocimiento de seguridad de datos y dispositivos